# Carl Perkins
Carl Lee Perkins (* 9. April 1932 in Tiptonville, Tennessee, USA; † 19. Januar 1998 in Jackson, Tennessee) war ein US-amerikanischer Country-Musiker, Sänger, Gitarrist und Songwriter. Er gilt als Pionier des Rockabilly und wurde 1956 mit der ersten Fassung des von ihm geschriebenen Blue Suede Shoes bekannt.

## Leben und Karriere

### Jugend
Carl Perkins wurde 1932 in der Kleinstadt Tiptonville im Nordwesten Tennessees geboren. Seine Eltern waren Fonie und Louise Brantley Perkins, seine Brüder hießen Jay und Clayton. Sein Vater arbeitete auf einer gepachteten Baumwollfarm, die die Familie mehr schlecht als recht ernährte. Zu seinen frühesten musikalischen Einflüssen gehörte Gospel-Musik, die von schwarzen Arbeitern auf den Baumwollfeldern gesungen wurde. Seine erste Gitarre bekam er geschenkt, als er sieben Jahre alt war. Das Instrument hatte sein Vater aus einer Zigarrenschachtel, einem Besenstiel und Draht gebaut.

### Anfänge
1950 zog die Familie nach Jackson in Tennessee. Dort gründete Perkins mit seinen Brüdern eine Gruppe, die sich The Perkins Brothers Band nannte. Carl spielte E-Gitarre und übernahm den Großteil des Gesangs, Jay spielte akustische Rhythmusgitarre und Clayton übernahm den Bass. Um seinen Lebensunterhalt zu sichern, arbeitete Perkins außerdem tagsüber als Bäcker. Am 24. Januar 1953 heiratete Perkins seine Freundin Valda Crider, mit der er drei Söhne und eine Tochter bekam.
Die Perkins Brothers Band hatte in Jackson hinsichtlich der Auftrittsmöglichkeiten wenig Auswahl. Meistens traten sie in rauen Honky Tonks auf, denn die Atmosphäre war für Perkins’ musikalische Experimente perfekt. Fehler, die die Band machte, wurden in der großen Geräuschkulisse oft überhört, und viele Menschen wollten Musik, zu der man tanzen konnte. Obwohl das Repertoire der Brüder viele Country-Klassiker wie Jealous Heart, Honky Tonk Blues oder Lovesick Blues enthielt, war ihre Musik eine Mischung aus gängiger Country-Musik und schwarzem Rhythm and Blues: „I just speeded up some of the slow blues licks. I put a little speed and rhythm to what Uncle John had slowed down. That’s all“, beschrieb Perkins seine Anfänge später selbst. Um einen stärkeren Rhythmus zu erzeugen, holte Perkins 1953 den Schlagzeuger Tony Austin in die Band, der nach ein paar Auftritten aber durch W.S. „Fluke“ Holland ersetzt wurde. Schlagzeuger waren in der Country-Musik zu diesem Zeitpunkt noch weitgehend verpönt, aber Perkins rechtfertigte seinen Einsatz damit, dass die Musik tanzbar bleiben müsse.

### Aufstieg (1950er), Alkoholsucht (1960er) und 1970er Jahre
Im Januar 1955 unterschrieb Carl Perkins einen Plattenvertrag bei Flip Records, einem Label von Sun Records in Memphis. Seine erste Veröffentlichung war Movie Magg, ein Stück, das er bereits im Alter von 14 Jahren geschrieben hatte. Die Platte verkaufte sich mäßig, eröffnete ihm aber die Möglichkeit, bei Konzerten von Elvis Presley im Vorprogramm aufzutreten. Der Inhaber von Sun Records, Sam Phillips, glaubte, er könne mit dem richtigen Song aus Perkins einen Rockabilly-Star machen. Dieser Song war Blue Suede Shoes, den Perkins basierend auf einer Geschichte von Johnny Cash geschrieben hatte.
Blue Suede Shoes wurde im Dezember 1955 aufgenommen und erschien am 1. Januar 1956 auf dem Sun-Label. Es dauerte etwas, aber nach einigen Promotion-Auftritten verkaufte sich die Platte millionenfach. Im März desselben Jahres hatten Perkins und seine Band einen schweren Autounfall, bei dem er einen Schädel- und einen Armbruch erlitt. Sein Bruder Jay, der mit im Auto gesessen hatte, starb 1958 an den Spätfolgen dieses Unfalls. Statt die Gunst der Stunde für Anschlusserfolge nutzen zu können, musste er die Zeit im Krankenhaus verbringen. Elvis Presley nahm eine eigene erfolgreiche Version von Blue Suede Shoes auf. Perkins sagte später in einem Interview dazu: „I was bucking a good-looking cat called Elvis who had beautiful hair, wasn’t married, and had all kinds of great moves.“
Nachdem Perkins sich von seinem Unfall erholt hatte, gelangen ihm unter anderem mit Boppin’ the Blues und Dixie Fried weitere Chartplatzierungen, jedoch konnte der Erfolg von Blue Suede Shoes nicht wiederholt werden. Neben Perkins’ Veröffentlichungen bei Sun nahm er in den Studios in Memphis zusammen mit seiner Band zahlreiche weitere Songs wie etwa Just Coasting auf sowie Coverversionen von Everybody’s Trying to Be My Baby und Only You (And You Alone). 1957 erschien der Song Matchbox. Von vielen seiner Hits erschienen „Alternate Takes“, die während des Rockabilly-Revivals Ende der 1970er-Jahre veröffentlicht wurden.
Im Frühjahr 1958 wechselte Perkins zu Columbia Records, wo ihm jedoch nur eine einzige Chartplatzierung vergönnt war. Pink Pedal Pushers, das er schon bei Sun aufgenommen hatte, erreichte Platz 17 der Country-Charts und Platz 91 der Pop-Charts. Perkins begann wegen des anhaltenden Misserfolges übermäßig Alkohol zu trinken; nach eigenen Aussagen kämpfte er bis 1967 mit seiner Alkoholsucht. Während seiner Aufnahmen vom 4. Dezember 1956 fanden sich die anderen Sun-Größen Elvis Presley, Johnny Cash und Jerry Lee Lewis im Studio ein und spielten mit ihm eine Jamsession, die als Million Dollar Quartet in die Geschichte des Rock ’n’ Roll einging.
Für den 1970 fertiggestellten Motorradfilm Little Fauss and Big Halsy, in dem Robert Redford den Halsy spielt, schrieb Perkins den von Johnny Cash gesungenen Titelsong. Carl Perkins gehörte bis in die 1970er Jahre zur festen Formation der Johnny-Cash-Show. Dort trat er nicht nur als Sideman von Cash, sondern auch solo mit eigenen Songs auf. Perkins spielte auch bei Cashs Konzerten At Folsom Prison 1968 und At San Quentin 1969 als weiterer Rhythmusgitarrist neben Luther Perkins bzw. Bob Wootton und trat 1969 im Madison Square Garden zusätzlich auch noch als Einzelkünstler auf.

### Comeback (1980er) und Tod (1990er)
Die Beatles waren große Bewunderer von Perkins. Das zeigte sich in den Coverversionen, die sie von seinen Stücken aufnahmen (Matchbox, Honey Don’t und Everybody’s Trying to Be My Baby). Dass der Respekt durchaus gegenseitig war, zeigt diese Aussage, die Carl Perkins zu den Coverversionen der Beatles machte: „They put a nice suit on rockabilly. They never really strayed from the simplicity of it. They just beautified it.“ Die Wertschätzung schlug sich auch später in Perkins’ Zusammenarbeit mit Paul McCartney nieder. Auf dessen 1982er Album Tug of War gibt es das Duett Get It mit Perkins, der auch Gitarre spielte.
Im Oktober 1985 kam es in London zu einem besonderen Konzert: Für ein Fernsehspecial trat Carl Perkins mit illustren Kollegen in der Show Blue Suede Shoes: A Rockabilly Session auf. Dabei waren unter anderen George Harrison, Eric Clapton, Ringo Starr, Dave Edmunds und Rosanne Cash sowie Slim Jim Phantom und Lee Rocker von den Stray Cats. Ein Jahr später nahm Perkins in den Sun Studios in Memphis mit den alten Weggefährten Johnny Cash, Jerry Lee Lewis und Roy Orbison das Album Class of ’55 auf. Die Platte war ein Tribut an ihre frühen Jahre beim Sun-Label und zum Teil die Wiederholung der informellen Jam-Session, die mit Presley, Lewis und Cash 1956 stattgefunden hatte.
1987 ehrte man Perkins’ Verdienste um die Rockmusik mit der Aufnahme in die Rock and Roll Hall of Fame in Cleveland. Eine weitere späte Ehrung erfuhr Perkins 1996, als er nach langer Zeit ein weiteres Studioalbum Go Cat Go! mit vielen namhaften Gaststars wie Paul McCartney, Johnny Cash, Willie Nelson, Tom Petty, Paul Simon, Bono und Ringo Starr aufnehmen konnte.
Carl Perkins starb 1998 im Alter von 65 Jahren an den Folgen mehrerer Schlaganfälle. Sein Grab befindet sich auf dem Ridgecrest Friedhof in Jackson.
Der Rolling Stone listete Perkins auf Rang 99 der 100 größten Musiker sowie auf Rang 88 der 100 größten Gitarristen aller Zeiten.

## Diskografie

### Studioalben
| Jahr | Titel                       | Höchstplatzierung, Gesamtwochen, AuszeichnungChartplatzierungen (Jahr, Titel, Platzierungen, Wochen, Auszeichnungen, Anmerkungen) | Höchstplatzierung, Gesamtwochen, AuszeichnungChartplatzierungen (Jahr, Titel, Platzierungen, Wochen, Auszeichnungen, Anmerkungen) | Höchstplatzierung, Gesamtwochen, AuszeichnungChartplatzierungen (Jahr, Titel, Platzierungen, Wochen, Auszeichnungen, Anmerkungen) | Anmerkungen                                    |
| Jahr | Titel                       | UK | US | Country | Anmerkungen                                    |
| ---- | --------------------------- | --- | --- | --- | ---------------------------------------------- |
| 1969 | Carl Perkins’ Greatest Hits | — | — | Country32 (4 Wo.)Country |                                                |
| 1969 | On Top                      | — | — | Country42 (3 Wo.)Country |                                                |
| 1970 | Original Golden Hits        | — | — | Country43 (2 Wo.)Country |                                                |
| 1973 | My Kind Of Country          | — | — | Country48 (2 Wo.)Country |                                                |
| 1978 | Ol’ Blue Suede’s Back       | UK38 (3 Wo.)UK | — | — |                                                |
| 1982 | The Survivors               | — | — | Country21 (13 Wo.)Country | mit Johnny Cash & Jerry Lee Lewis              |
| 1986 | Class of ’55                | — | US87 (12 Wo.)US | Country15 (25 Wo.)Country | mit Roy Orbison, Johnny Cash & Jerry Lee Lewis |

Weitere Studioalben
- 1958: The Dance Album of Carl Perkins
- 1958: Whole Lotta Shakin’
- 1964: Brown-Eyed Handsome Man
- 1965: Dance Album of Carl Perkins (UK)
- 1966: Collection Chouette
- 1967: Country Boy’s Dream
- 1968: King of Rock
- 1968: Sunstroke (mit Jerry Lee Lewis)
- 1970: Boppin’ the Blues (mit NRBQ)
- 1972: Brown-Eyed Handsome Man
- 1972: The Man Behind Johnny Cash
- 1976: The Carl Perkins Show
- 1977: The Sun Story Vol. 3
- 1977: From Jackson, Tennessee
- 1977: Long Tall Sally
- 1979: Rock ’n’ Gospel
- 1979: Sing a Song With Me
- 1980: The Rockin’ Guitar Man (Frankreich)
- 1980: British Tour 1964
- 1981: Carl Perkins live at Austin City Limits
- 1981: That Rockin’ Guitar Man Today
- 1981: Carl Perkins
- 1981: Hep Cats (mit Sonny Burgess)
- 1982: The Sun Years
- 1984: Gospel
- 1984: Disciple in Blue Suede Shoes
- 1984: Sweeter Than Candies
- 1985: Carl Perkins
- 1986: Blue Suede Shoes: A Rockabilly Session
- 1989: Born to Rock
- 1990: The Classic Carl Perkins (Bear Family Werkausgabe)
- 1991: Friends, Family & Legends
- 1992: The Columbia Records
- 1996: Go Cat Go!

### Singles
| Jahr | Titel Album                               | Höchstplatzierung, Gesamtwochen, AuszeichnungChartplatzierungen (Jahr, Titel, Album, Platzierungen, Wochen, Auszeichnungen, Anmerkungen) | Höchstplatzierung, Gesamtwochen, AuszeichnungChartplatzierungen (Jahr, Titel, Album, Platzierungen, Wochen, Auszeichnungen, Anmerkungen) | Höchstplatzierung, Gesamtwochen, AuszeichnungChartplatzierungen (Jahr, Titel, Album, Platzierungen, Wochen, Auszeichnungen, Anmerkungen) | Höchstplatzierung, Gesamtwochen, AuszeichnungChartplatzierungen (Jahr, Titel, Album, Platzierungen, Wochen, Auszeichnungen, Anmerkungen) | Anmerkungen                                               |
| Jahr | Titel Album                               | DE | UK | US | Country | Anmerkungen                                               |
| ---- | ----------------------------------------- | --- | --- | --- | --- | --------------------------------------------------------- |
| 1956 | Blue Suede Shoes –                        | DE26 (4 Wo.)DE | UK10 (8 Wo.)UK | US4 (21 Wo.)US | — | B-Seite: Honey Don’t Sun Records                          |
| 1956 | Boppin’ The Blues –                       | — | — | US70 (4 Wo.)US | — | B-Seite: All Mama’s Children Sun Records                  |
| 1957 | Your True Love –                          | — | — | US67 (7 Wo.)US | — | B-Seite: Matchbox Sun Records                             |
| 1958 | Pink Pedal Pushers –                      | — | — | US91 (1 Wo.)US | — | B-Seite: Jive After Five Columbia Records                 |
| 1959 | Pointed Toe Shoes –                       | — | — | US93 (2 Wo.)US | — | B-Seite: Highway of Love Columbia Records                 |
| 1966 | Country Boy’s Dream                       | — | — | — | Country22 (15 Wo.)Country | B-Seite: I Could Come Back Dollie Records                 |
| 1971 | Me Without You –                          | — | — | — | Country65 (5 Wo.)Country | B-Seite: Red Headed Woman Columbia Records                |
| 1971 | Cotton Top –                              | — | — | — | Country53 (7 Wo.)Country | B-Seite: About All I Can Give Is My Love Columbia Records |
| 1972 | High On Love –                            | — | — | — | Country60 (5 Wo.)Country | B-Seite: Take Me Back to Memphis Columbia Records         |
| 1973 | (Let’s Get) Dixiefried My Kind Of Country | — | — | — | Country61 (7 Wo.)Country | B-Seite: One More Loser Goin’ Home Mercury Records        |
| 1986 | Birth of Rock and Roll Class of ’55       | — | — | — | Country31 (14 Wo.)Country | B-Seite: Rock ’n’ Roll (Fais Do-Do) Smash America Records |
| 1987 | Class of ’55                              | — | — | — | Country83 (3 Wo.)Country | B-Seite: We Remember the King Smash America Records       |

Weitere Singles
- 1954: Movie Magg / Turn Around
- 1955: Let the Jukebox Keep on Playing / Gone Gone Gone
- 1956: Sure to Fall / Tennessee
- 1956: Dixiefried / I’m Sorry, I’m Not Sorry
- 1957: Forever Yours / That’s Right
- 1957: Glad All Over / Lend Me Your Comb
- 1958: Levi Jacket / Pop Let Me Have a Car
- 1958: Y-O-U / This Life I Live
- 1959: I Don’t See Me in Your Arms Anymore / One Ticket to Loneliness
- 1960: Too Much For a Man to Understand / L-o-v-e-v-i-l-l-e
- 1960: Just for You / Honey (Cause I Love You)
- 1961: Anyway the Wind Blows / Unhappy Girls
- 1961: Hollywood City / Forget Me
- 1962: Hollywood City / Fool I Used to Be
- 1962: Sister Twister / Hambone
- 1963: Forget Me (Next Time Around) / I’ve Just Got Back From There
- 1963: For a Little While / Help Me Find My Baby
- 1964: After Sundown / It Wouldn’t Have You
- 1964: Big Bad Blues / Lonely Heart (UK-Veröffentlichung, Brunswick Records)
- 1964: Monkeyshine / Let My Baby Be
- 1965: One of These Days / Mama of My Song
- 1967: Without You / You Can Take the Boy out of the Country
- 1968: My Old Home Town / Back to Tennessee
- 1968: Lake County Cotton Country / It’s You
- 1969: For Your Love / Four Letter Words
- 1969: CC Rider / Soul Beat
- 1970: All Mama’s Children / Step Aside
- 1970: My Son My Son / State of Confusion
- 1970: What Every Little Boy Ought to Know / Just as Long
- 1972: Someday / The Trip
- 1973: Help Me Dream / You Tore My Heaven All to Hell
- 1974: Ruby, Don’t Take Your Love to Town / Sing My Song
- 1975: Low Class / You’ll Always Be a Lady to Me
- 1975: EP Express / Big Bad Blues
- 1977: EP Express / Big Bad Blues (Wiederveröffentlichung)
- 1976: Green Green Grass of Home / A Little Teardrop
- 1976: Born to Boogie / Take Me Back
- 1977: We Did in ’54 / Don’t Get Off Gettin’ in Out
- 1977: Standing in the Need of Love / Georgia Courtroom
- 1977: Mustang Wine / The Whole World Misses You
- 1978: Blue Suede Shoes / Rock on Around the World
- 1981: We Did in ’54 / I Don’t Want to Fall in Love Again
- 1981: Rock-a-Billy Fever / Till You Get Through With Me
- 1986: Birth Of Rock ’n’ Roll / Rock ’n’ Roll (Fais Do-Do) (Class of ’55)
- 1989: Charlene / Love Makes Dreams Come True
- 1989: Hambone / Love Makes Dreams Come True

### Unveröffentlichte Titel
- Good Rocking Tonight
- There’s Been A Change in Me
- Drinking Wine Spo-Dee O-Dee
- Devil’s Dream
- Honky Tonk Gal
- What You Doin’ When You’re Cryin’
- You Can’t Make to Love Somebody
- Perkins Wiggle
- Somebody Tell Me
- Sweetheart’s a Stranger
- That Don’t Move Me
- Caldonia
- Her Love Rubbed Off
- Look at That Moon
- Put Your Cat Clothes On
- Roll Over Beethoven
- You Can Do No Wrong
- Keeper of the Keys
- Say When
- Because You’re Mine
- Big Taxes
- Drink Up and Go Home
- I Care
- Lonely Street
- Right String Baby
- Rockin’ Record Hop